# Bulgarischer Basketballbund
Der Bulgarische Basketballbund (engl. Bulgarian Basketball Federation; bulg. Българска Федерация по Баскетбол / Balgarska Federazija po Basketbol (BFB)) ist der nationale Basketballverband von Bulgarien mit Sitz in Sofia. Der Verband wurde 1935 gegründet und wurde im selben Jahr auch Mitglied der Fédération Internationale de Basketball.

## Basketballtrainer der Nationalmannschaft (Auswahl)
- Konstantin Papasow
- Rosen Barchovski
- Stefan Mihaylov (Frauen)

## Basketballfunktionäre (Auswahl)

### Liste von Präsidenten
| Name            | von | bis | Beleg |
| --------------- | --- | --- | ----- |
| Georgi Glushkov |     |     | [ 1 ] |
| Mihail Mihov    |     |     |       |

### Liste von Generalsekretären
| Name        | von | bis | Beleg |
| ----------- | --- | --- | ----- |
| Ivan Tsenov |     |     |       |